# Fritz Krauss (Marineoffizier)
Fritz Krauss (* 20. März 1898 in Chur; † 13. Juli 1978 in Großhansdorf) war ein deutscher Marineoffizier, zuletzt Konteradmiral in der Zeit kurz nach dem Zweiten Weltkrieg als Chef des Deutschen Minenräumdienstes.

## Leben
Krauss trat am 10. April 1917 als Kriegsfreiwilliger und Offiziersanwärter in die Kaiserliche Marine ein. Zunächst absolvierte er seine Grundausbildung auf dem Großen Kreuzer Freya, kam an die Marineschule Mürwik und wurde nach deren Besuch auf das Großlinienschiff König versetzt. Dort erfolgte am 15. Februar 1918 seine Ernennung zum Fähnrich zur See. Hier verblieb er über das Ende des Ersten Weltkriegs hinaus bis zum 31. Dezember 1918, wurde dann in die Reserve versetzt und am 21. Januar 1920 aus dem aktiven Dienst verabschiedet. Danach studierte er von 1920 bis 1921 Rechtswissenschaften in Tübingen und wurde Mitglied der Studentenverbindung AV Igel Tübingen.
Als Leutnant zur See wurde Krauss am 3. Mai 1921 reaktiviert und in die Reichsmarine aufgenommen. Zunächst setzte er seine Ausbildung an der Marineschule fort und war dann in der Folge Wachoffizier auf den Kleinen Kreuzern Arcona sowie Amazone. Zwischenzeitlich hatte man ihn am 1. Mai 1923 zum Oberleutnant zur See befördert. Vom 1. Oktober 1924 bis 24. März 1927 war Krauss als Gruppenoffizier an der Marineschule tätig. Es folgten Verwendungen als Funkoffizier auf dem Linienschiff Schleswig-Holstein sowie als Funk- und Wachoffizier auf dem Leichten Kreuzer Emden, mit der er zwei Auslandsreisen unternahm. Mit seiner Beförderung zum Kapitänleutnant wurde Krauss am 1. Oktober 1930 für drei Jahre als Vierter Admiralstabsoffizier in den Stab des Befehlshabers der Marinestation der Ostsee versetzt. Anschließend war er bis 25. September 1935 Wachoffizier auf der Schleswig-Holstein und kam dann als Referent in die Marineleitung. Hier verblieb er auch nach der Umbenennung der Behörde zum Oberkommando der Kriegsmarine bis zum 3. April 1938. Korvettenkapitän Krauss (seit 1. Februar 1936) wurde anschließend als Navigationsoffizier auf das Panzerschiff Deutschland versetzt.
Zu Beginn des Zweiten Weltkriegs führte die Deutschland kurzzeitig Handelskrieg im Atlantik, und kurz vor der Rückkehr in die Heimat wurde Krauss am 1. November 1939 an Bord zum Fregattenkapitän befördert. Als solcher verblieb er auch nach der Umbenennung der nunmehr zum Schweren Kreuzer umklassifizierten Lützow an Bord, wurde am 11. Januar 1940 zum Ersten Offizier ernannt und nahm am Unternehmen Weserübung, der Besetzung Norwegens, teil. Vom 19. April bis 23. Juni 1940 war er zudem gleichzeitig mit der Wahrnehmung der Geschäfte des Kommandanten des Schiffes beauftragt. Anschließend wurde er Chef des Stabes beim Marinebefehlshaber Westfrankreich. Nach einer kurzen Zeit vom 1. Dezember 1940 bis 4. April 1941 zur Verfügung des Oberkommandos der Kriegsmarine wurde er Erster Offizier auf dem Schweren Kreuzer Admiral Hipper. Am 1. Juni 1941 folgte die Beförderung zum Kapitän zur See. Als solcher war Krauss vom 2. Februar bis zur Außerdienststellung des Schiffes zum 1. April 1943 mit der Wahrnehmung der Geschäfte des Kommandanten beauftragt. Er fungierte anschließend bis 31. August 1943 als Marinenachrichtenführer beim Deutschen Marinekommando Italien und wurde danach in das Oberkommando der Kriegsmarine versetzt. Dort war Krauss ab 16. August 1944 Chef des Marinenachrichtendiensts und erhielt als solcher einen Monat später seine Beförderung zum Konteradmiral.
Krauss blieb über das Kriegsende hinaus auf seinem Posten und wurde von den britischen Behörden am 23. Juli 1945 zum Chef des Deutschen Minenräumdienstes ernannt. Kurz vor Auflösung des Dienstes erfolgte am 19. Dezember 1947 seine Verabschiedung in den Ruhestand.